# 翁塔纳亚
翁塔纳亚（西班牙語：Hontanaya）是西班牙卡斯蒂利亚-拉曼恰昆卡省的一个市镇。总面积54平方公里，总人口408人（2001年），人口密度8人/平方公里。